# Plesiodactylactis laevis
Plesiodactylactis laevis is een Cerianthariasoort uit de familie van de Cerianthidae. De wetenschappelijke naam van de soort is voor het eerst geldig gepubliceerd in 1928 door Calabresi.